# Joshua Begehr
Joshua „Kr0ne“ Begehr (* 18. April 1988 in Kiel) ist ein deutscher e-Sportler.

## Leben
Joshua Begehr wuchs in Kronshagen bei Kiel auf. Durch den Beruf seines Vaters Jens Begehr kam er früh in Kontakt mit Unterhaltungsmedien, sodass er sich bereits im Alter von vier Jahren täglich mit Videospielen beschäftigte. Außerdem galt seine Leidenschaft den Ballsportarten. Im Alter von 11 Jahren interessierte er sich erstmals für eine Kampfkunst Taekwon-Do und fand in Großmeister Hans-Ferdinand Hunkel seinen Lehrer. Im Jahr 2005 legte er seine Prüfung zum Schwarzgurt (1.Dan), drei Jahre später zum zweiten Meistergrad (2. Dan), ab. 2007 bestand er das Abitur. 2011 errang der viermalige Landesmeister bei den deutschen Meisterschaften des traditionellen Taekwon-Do die Bronze-Medaille. Im selben Jahr plante und gründete Joshua Begehr die Taekwon-Do Schule „Kang Center Hamburg“ zusammen mit einem Partner im Stadtteil Sternschanze in Hamburg. Joshua schied Ende 2013 aus dem Betrieb aus und orientiert sich seitdem neu. Parallel zu seinen Taekwon-Do Aktivitäten begann er noch während der Schulzeit mit 15 Jahren eine Karriere als Profisportler im E-Sport unter dem Nickname „Kr0ne“.

## Laufbahn
2006 war Kr0ne erstmals als Vertragsspieler der Fußballsimulation FIFA für den Berliner Verein Mousesports tätig, bevor er 2007 zu SK Gaming wechselte. Dort spielte er für drei Jahre als Profispieler. Nach dem mehrmaligen Gewinn der deutschen Meisterschaften (ESL Pro Series) mit SK Gaming gelang ihm im Jahr 2009 der Durchbruch im E-Sport, als er bei seiner ersten Teilnahme an der Weltmeisterschaft (World Cyber Games) in der chinesischen Stadt Chengdu den Titel im Finale gegen Daniel Schellhase gewann.
Zu seinem Weltmeistertitel wurde er 2010 auch Europa-, sowie erneut deutscher Meister des Fußballspiels und kann sich mit einem 1. Platz beim deutschen Vorentscheid erneut für die Weltmeisterschaft in Los Angeles qualifizieren. Seinen Weltmeistertitel konnte er dort nicht verteidigen, da er im Viertelfinale aus dem Turnier ausschied. Auf der Cebit Messe 2011 machte das bekannte Computerunternehmen „Acer“ ein Werksteam unter dem Namen Team Acer publik und startete dabei mit einem von Begehr gegründeten FIFA Team. Nach drei erfolgreichen Jahren, in denen seine Spieler internationale Titel erringen konnten, verließ Kr0ne das Team im März 2014.
Bis zu diesem Zeitpunkt kann Kr0ne einen WM-Titel sowie drei Europa- und acht deutsche Meisterschaftstitel für sich beanspruchen.
Im März 2015 kehrte er zu SK Gaming zurück, ehe er im Juni 2016 Teamleiter der FIFA-Mannschaft des FC Schalke 04 wurde.

## Auszeichnungen
Er wurde von der Community auf Plattform der Szeneseite „Fragster.de“ zum „Spieler des Jahres“ gewählt. Darüber hinaus wurde er zum wichtigsten Spieler des Jahres und in seinem Heimatort Kronshagen zum Sportler des Jahres gewählt.

## Medien
Seine Erfolge brachten die Aufmerksamkeit diverser Medien, beispielsweise Bild, Süddeutsche, Die Welt, Spiegel, Berliner Zeitung, Hamburger Abendblatt, GEE, 1Live, RSH, RTL2 News, SPORT1 TV u.v.m, mit sich. Er ist auch außerhalb des Spielfeldes als Vertreter der Szene aktiv und hält beispielsweise Vorträge im Rahmen der Medienkompetenztage oder der Medientage Nord an der Fachhochschule Kiel sowie im Kieler „Haus der Wirtschaft“. Auch international ist er als Werbeträger und Spieler bei den verschiedensten Events präsent und kann weitere Erfolge feiern. Unter anderem vertrat er Deutschland während der Expo 2010 in Shanghai bei einem Länderkampf zwischen Deutschland und China, über welches die Sender „CNTV“ sowie der 1. Staatssender „CCTV“ berichteten. 2014 begleitet ihn der Fernsehsender SPORT1 bei seiner Teilnahme an der „Virtuellen-Bundesliga“.